# Mornag
Mornag (arabisch مرناق) oder auch La Sebala du Mornag (arabisch سبالة مرناق) ist eine Kleinstadt und eine Gemeinde (municipalité) im Norden Tunesiens mit rund 30.000 Einwohnern. Die Stadt ist das Zentrum des auch in Europa bekannten Weinbaugebietes.

## Lage
Die Stadt Mornag liegt nordwestlich des Djebel Ressas in einer Höhe von etwa 30 bis 40 m ü. d. M. Die Entfernung zur nordwestlich gelegenen Provinzhauptstadt Tunis beträgt ca. 20 km (Fahrtstrecke); die Mittelmeerküste des Golf von Tunis bei Hammam-Lif ist etwa 9 km entfernt.

## Bevölkerung
Die Bevölkerung besteht zum überwiegenden Teil aus in den letzten Jahrzehnten des 20. Jahrhunderts aus den umliegenden Bergregionen zugewanderten Berbern; Umgangssprache ist jedoch meist arabisch.

## Wirtschaft
Die Stadt Mornag ist das Zentrum eines über die Grenzen Tunesiens hinaus bekannten Weinbaugebietes; das in Deutschland am meisten verbreitete Erzeugnis ist unter dem Namen „Edler vom Mornag“ bekannt. Es gibt auch ein „Château de Mornag“; beide Weine sind mit einem Literpreis unter 5.-€ in der unteren Konsumklasse angesiedelt.
Daneben gibt es auch Plantagen mit Oliven- und anderen Obstbäumen.

## Geschichte
Der andalusische Geograph Abū ʿUbaid al-Bakrī berichtet, dass der Platz nach einer Niederlage des byzantinischen Heeres gegen die vordringenden islamischen Eroberer unter dem Feldherr Hassān ibn an-Nuʿmān von diesem an den byzantinischen Gouverneur Karthagos mit Namen Mornaco als Aufenthaltsort übereignet wurde.

## Sehenswürdigkeiten
Der weitgehend moderne Ort bietet keinerlei historische Sehenswürdigkeiten. Interessant sind Ausflüge und kleinere Wanderungen in der Ebene von Mornag oder eine Besteigung des Djebel Ressas.